# Andilla
Andilla (en valencien et en castillan) est une commune d'Espagne de la province de Valence dans la Communauté valencienne. Elle est située dans la comarque de Los Serranos et dans la zone à prédominance linguistique castillane.

## Géographie

Localisation d'Andilla
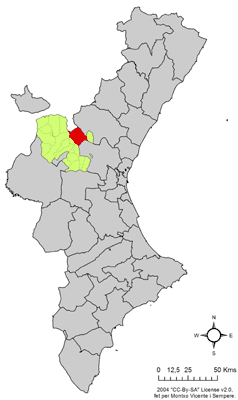
dans la Communauté valencienne.
dans la comarque de Los Serranos.

### Localités limitrophes
Le territoire municipal d'Andilla est voisin de celui des communes suivantes :
Alcublas, La Yesa, Chelva, Calles, Higueruelas, Villar del Arzobispo et Llíria, toutes situées dans la province de Valence.

## Démographie
| 1990 | 1992 | 1994 | 1996 | 1998 | 2000 | 2002 | 2004 | 2005 | 2006 |
| ---- | ---- | ---- | ---- | ---- | ---- | ---- | ---- | ---- | ---- |
| 174  | 192  | 253  | 292  | 311  | 460  | 395  | 384  | 348  | 335  |

## Administration
Liste des maires, depuis les premières élections démocratiques.
| Législature | Nom du Maire                                                                 | Parti politique                             |
| ----------- | ---------------------------------------------------------------------------- | ------------------------------------------- |
| 1979-1983   | Celestino Mateo López                                                        | IA                                          |
| 1983-1987   | José Mª Vicente Martínez                                                     | Organización Independiente Valenciana (OIV) |
| 1987-1991   | Ernesto Enguídanos Palomar                                                   | PSOE                                        |
| 1991-1995   | Ernesto Enguídanos Palomar, Daniel Domingo Muñoz, et Basilio Vicente Galvez. | PSOE, AIA et PP                             |
| 1995-1999   | Basilio Vicente Galuca                                                       | PP                                          |
| 1999-2003   | Daniel Domingo Muñoz                                                         | UV                                          |
| 2003-2007   | Celestino M. Perales Gálvez                                                  | PP                                          |
| 2007-2011   | Celestino M. Perales Gálvez                                                  | PP                                          |

### Sources
- (es) Cet article est partiellement ou en totalité issu de l’article de Wikipédia en espagnol intitulé « Andilla » (voir la liste des auteurs).